# Казамари (Фрозиноне)
Казамари је насеље у Италији у округу Фрозиноне, региону Лацио.
Према процени из 2011. у насељу је живело 27 становника. Насеље се налази на надморској висини од 303 м.